# 思科系统
思科系统（英語：Cisco Systems, Inc.）是一間跨國際綜合技術企業，總部設於加州硅谷；思科開發、製作和售賣網絡硬件、软件、通訊裝置等高科技產品及服務，並透過子公司（例子有OpenDNS、Webex、Jasper）打入其他科技市場，比如物聯網、域名安全、能源管理。公司成立于加州。
2009年6月8日，道琼斯工业平均指数纳入了思科系统。除此之外，纳入思科的股價指數包括标准普尔500指数、羅素1000指數、納斯達克100指數、羅素1000股價增長指數。
思科成立於1984年，创始人是斯坦福大学的一对计算机科學家——列昂纳德·波萨克（Leonard Bosack）和桑德·勒纳（Sandy Lerner）。他們倆協助把斯坦福校园的计算机連接起來，並率先提出以支援多種協議的路由系統連接位於不同地理位置的電腦。1990年上市時，思科市值2.24億美元，到了2000年互聯網泡沫將近结束时，思科市值超過5,000億美元。

## 历史
1984年成立的思科，以其成功的运营策略、产品策略与并购策略在行业不断壮大，自1990年上市以来增值100倍以上，成为互联网浪潮中最热的股票之一。公司市值在2000年一度超越微软和英特尔，成为全球第一。
1986年3月，思科公司向犹他州州立大学提供了世界上第一台路由产品——先进网关服务器（AGS, Advanced Gateway Server）。
1994年，思科推出第一种面向客户端/服务器式工作组的智能 Cisco Catalyst 系列交换机，第一批新产品来自于对 Crescendo 的收购。
2003年3月以5億美元買下專門製造家用網路設備的 Linksys。
2007年，思科以32亿美元现金收购全球商用网络视频会议系统主要提供商网讯（WebEx）。
2013年1月23日，思科系统斥4.75億美元現金和員工留職激勵計劃收購以色列軟件商 Intucell 的全部業務和運營，以擴大其網絡業務。
2013年1月24日，思科系統将旗下家庭網絡子公司出售給 Belkin International Inc，包括知名的 Linksys 品牌。
2013年4月4日，思科系统以3.1億美元（約24.1億港元）收購英國無線技術供應商 Ubiquisys。
2013年7月23日，思科系统以27億美元收購網路資訊安全商Sourcefire。
2014年6月17日，思科系统以1.75亿美元收购私人控股的瑞典网络软件制造商 Tail-f Systems，以扩大其网络管理及自动化业务。
2015年11月19日，思科与 安谋、戴尔、英特尔、微软和普林斯顿大学共同成立了 OpenFog Consortium，以促进雾计算的兴趣和发展。
2016年2月14日，思科系统以14億美元收購雲端物聯網服務平台 Jasper。
2016年6月29日，思科系统以2.93億美元收購雲端資訊保安方案商 CloudLock。
2017年1月25日，思科系统以37億美元收購美國商業軟件公司 AppDynamics。
2017年5月1日，思科系统以6.1億美元收購私人控股软件定义广域网公司Viptela 。
2018年5月1日，思科系统公司同意以 2.7 亿美元收购 AI 驱动的商业智能初创公司 Accompany。
2018年8月3日，思科系统以23.5億美元現金收購由風險資本支持的網絡安全公司Duo Security
2018年12月20日，思科系统以6.6億美元現金收購光學芯片製造商Luxtera
2019年7月9日，思科系统以28.4億美元現金收購光學芯片製造商Acacia Communications
2019年12月18日，思科系统宣佈進軍電信業，ISP及設備商的晶片銷售業務，並發表名為Cisco Silicon One的晶片架構以及採用晶片的路由器思科8000系列。
2019年12月18日，思科系統收購澳州Exablaze網絡公司，以擴充自身在高頻交易上和5G等新興場景的能力。
2019年，思科收购了客户体验管理公司CloudCherry和人工智能公司Voicea。
2020年12月7日，思科以7.3亿美元收购位于英国伦敦的云通信软件公司IMImobile。
2021年1月以45億美元收購光纖通訊模組供應商Acacia
2021年5月收購活動規畫平臺Socio
2023年9月以280億美元收購資安公司 Splunk

## 公司名称及标志
美国西海岸城市舊金山，以雄伟磅礴的金门大桥著称，舊金山以南的硅谷，是美国IT企业集中的地域。公司发端于硅谷的聖荷西，“Cisco”取自英文舊金山（San Francisco）的词尾。公司的标志就取自金门大桥的图案。。

## 产品和支持
- 硬件产品

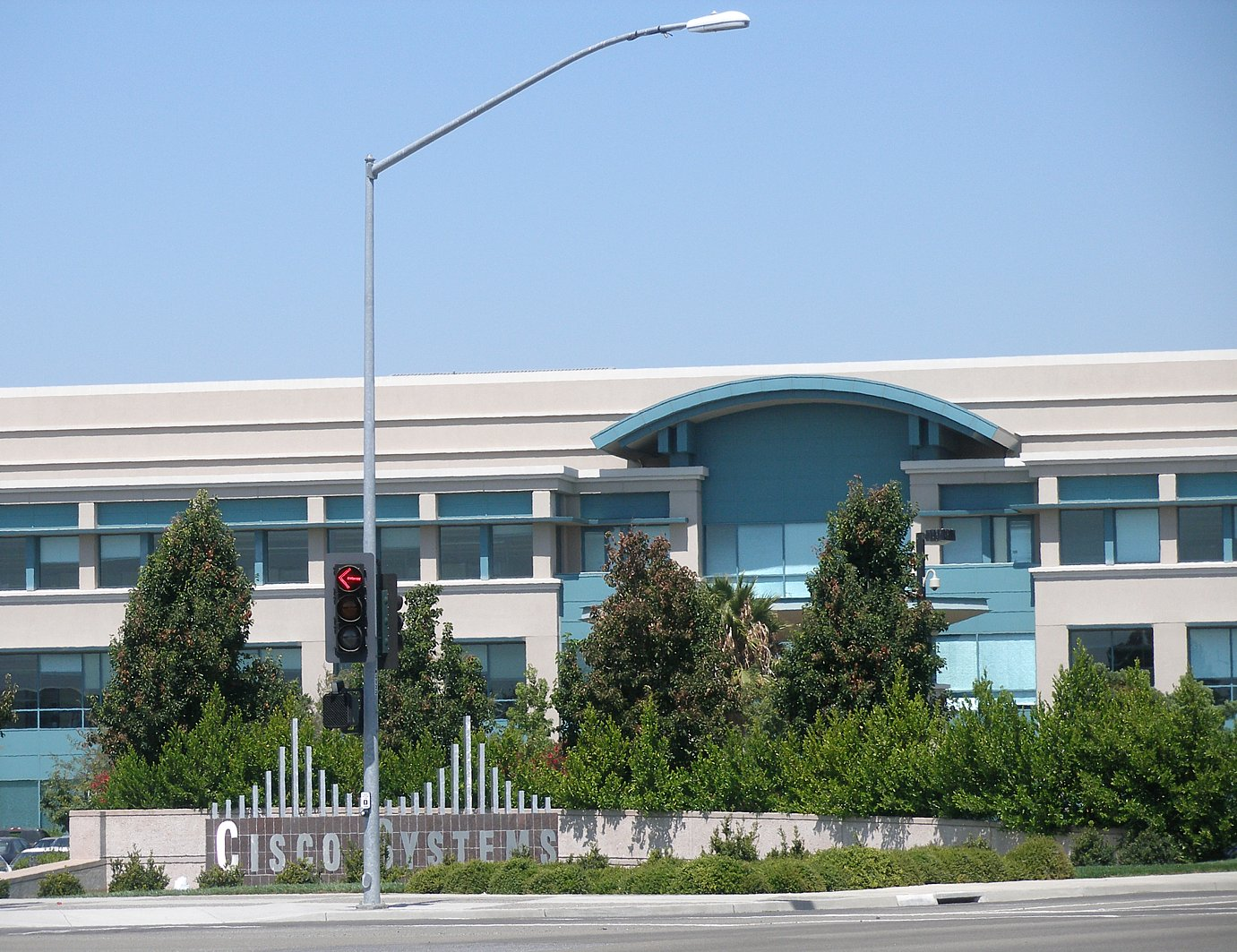
思科總部

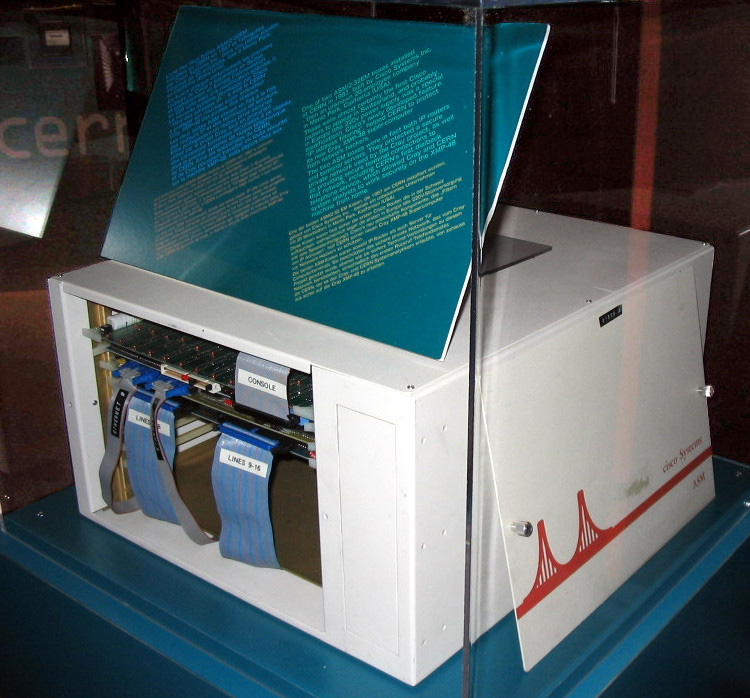
1987年的思科ASM/2-32EM路由器

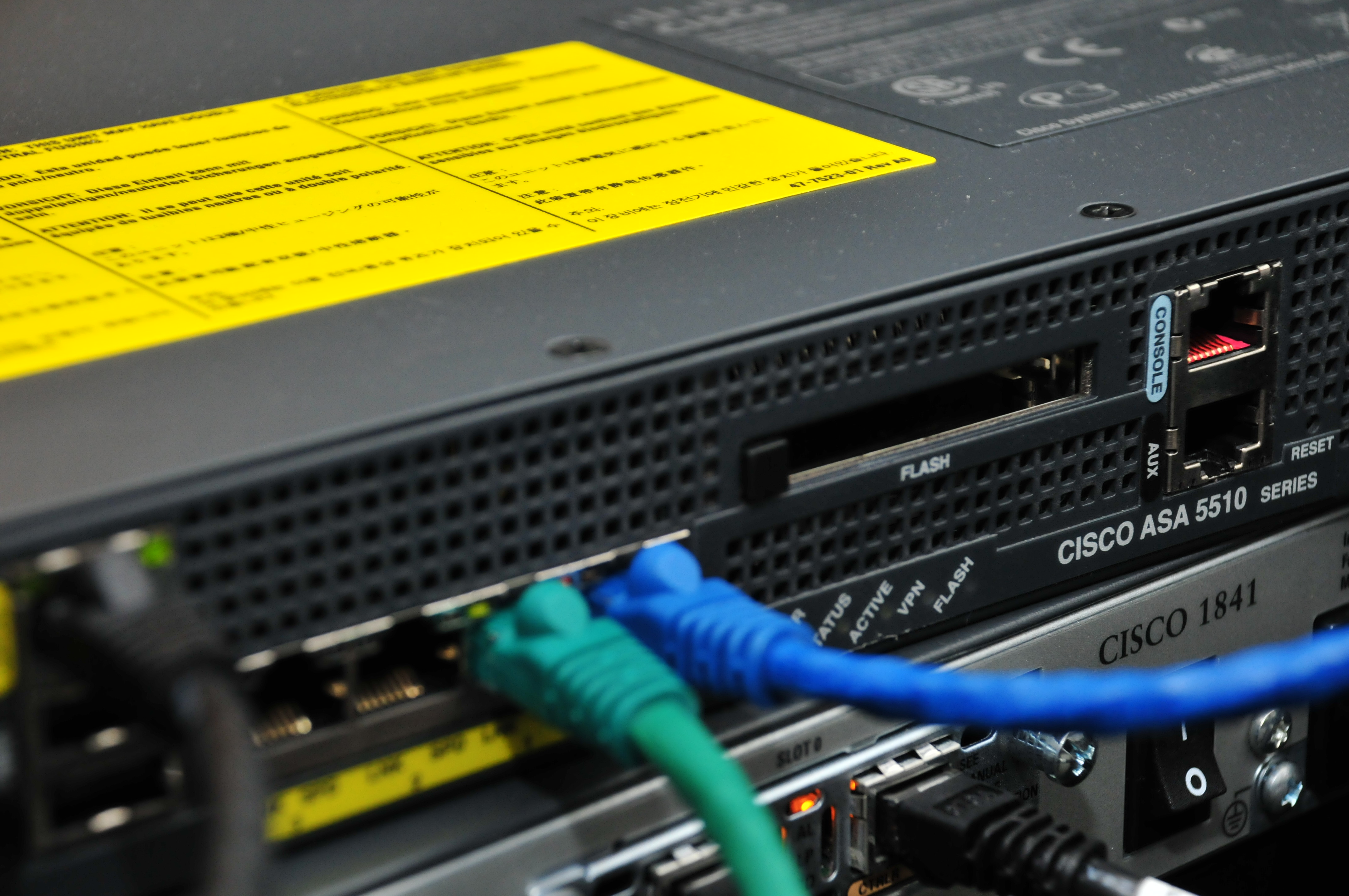
ASA 5510防火牆

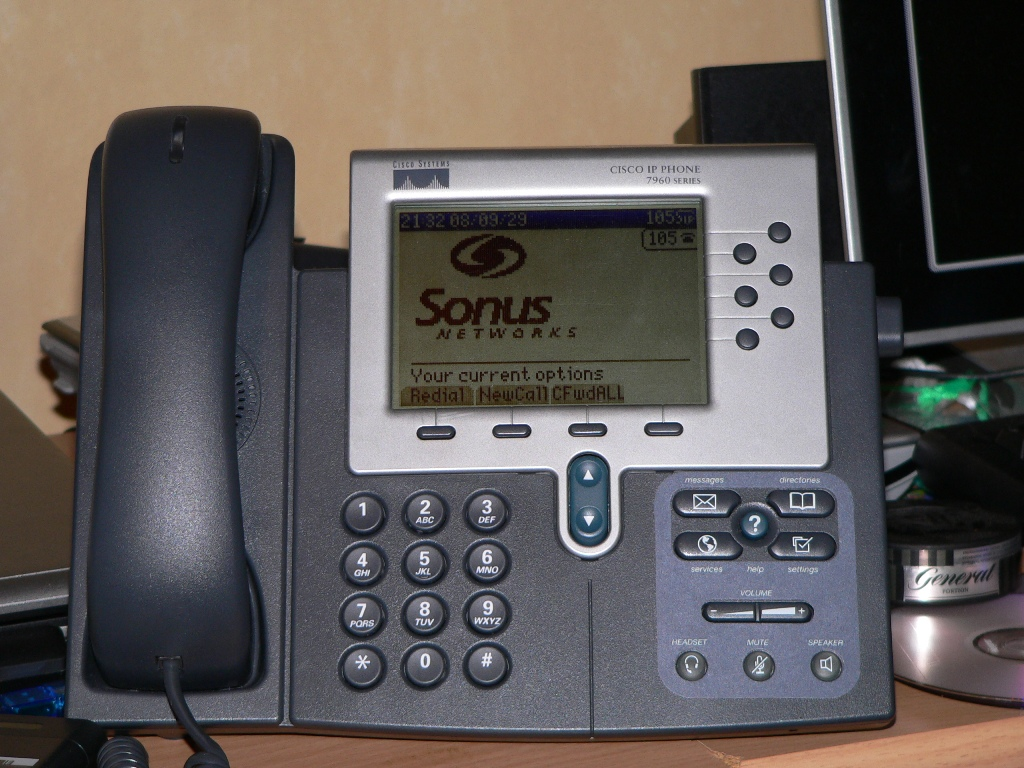
Cisco 7960 IP網路電話

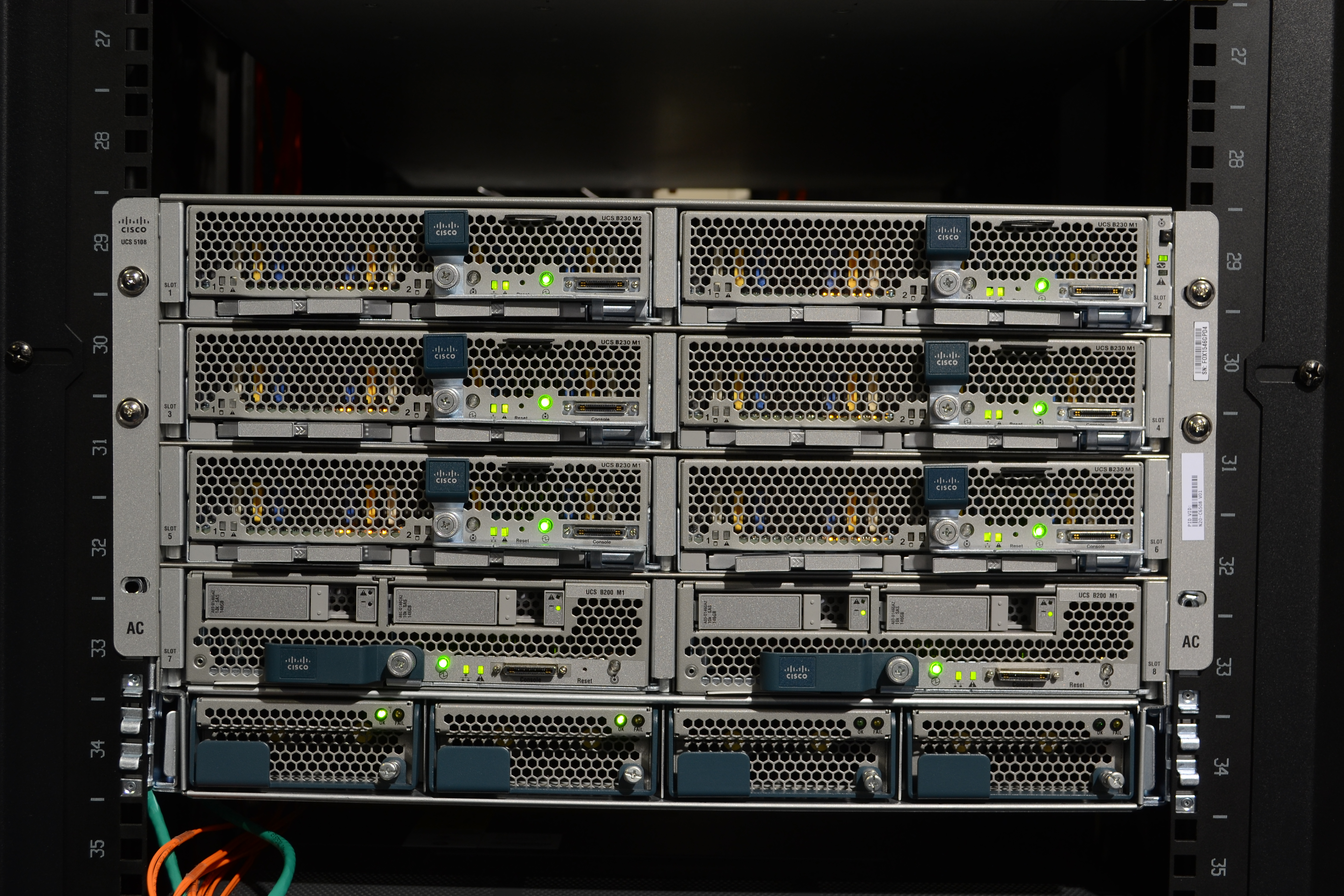
Cisco UCS刀鋒伺服器系统

  - 无线IP电话7920，无线控制器，无线定位软件
  - IP电话7940, 7960和7970
  - Catalyst系列交换机：1200, 1600, 1700, 1900, 2000, 2100, 2800, 29xx, 3000, 35xx, 37xx, 40xx, 45xx, 5xxx, 6xxx, Nexus 7000
  - 路由器：700, 800, 100x, 1600, 1700, 1800, 1900, 2500, 2600, 2800, 2900, 3600, 3700, 3800, 3900, 4500, 4700, 7000, 7200, 7500, ASR1000,7600, 12000, CRS-1等等。
  - 无线接入点：340, 350, 1100, 1200, 1300
  - PIX防火墙，ASA5xxx
  - AS5xxx 远程访问服务器（RAS）
  - AS5xxx系列VoIP网关
  - 视频会议软件Webex
  - 光纤存储交换机
  - 服务器产品 刀鋒伺服器机架式伺服器 UCS
  - 平板電腦
  - 香港有線電視機頂盒
- 软件产品
  - 開放源碼計劃：AnyConnect，OpenStack, Open MPI
- 认证体系
  - CCDE思科认证设计专家（Cisco Certified Design Expert）
  - CCIE思科认证网络专家（Cisco Certified Internetwork Expert）
  - CCNP思科认证网络资深工程师（Cisco Certified Network Professional）
  - CCDP思科认证设计资深工程师（Cisco Certified Design Professional）
  - CCIP思科认证互联网资深工程师（Cisco Certified Internetwork Professional）
  - CCSP思科认证安全资深工程师（Cisco Certified Security Professional）
  - CCVP思科认证语音资深工程师（Cisco Certified Voice Professional）
  - CCNA思科认证网络工程师（Cisco Certified Network Associate）
  - CCDA思科认证设计工程师（Cisco Certified Design Associate）
  - CCENT思科认证初阶网络工程师（Cisco Certified Entry Networking Technician）

## 公司治理
思科的总部位于美国加利福尼亚州的聖荷西；位于马萨诸塞州的Chelmsford和北卡罗来纳州三角研究园（Research Triangle Park）的分部负责思科公司部分重要的业务运作。欧洲总部位于荷兰阿姆斯特丹，亚太地区总部位于新加坡。思科在全球67國設有400多个办事处。
2014年3月，思科中国总部落户浙江杭州。

## 有关争议
- 思科被批评参与了中华人民共和国互联网审查机制[12]。美国作家伊森·葛特曼说，思科和一些其他通信设备供应商向中华人民共和国政府提供了具有流量监控和过滤功能的互联网设备，用来封堵网站和追踪网上一些活跃的民运人士。2006年2月，美国国会为此召开听证会，向思科、微软、雅虎、Google四家公司提出质询[13]。美国中国信息中心（China Information Center）的吳弘達指责，思科不断主动地与中共中央及各省国家安全部门联系，向其提供最新技术，包括警车间的即时通讯和指挥系统、以及声音识别技术和指纹鉴别技术[13]。记者Sarah Lai Stirland在Wired News发表了一篇文章，并公布了一份泄漏的思科机密PPT文档。该文档详细描述了思科和中国政府在金盾工程上具有商业性质的合作[14]。她还在文章中指责，思科在市场营销中将这些技术明确划分为“镇压工具（A Tool of Repression）”。思科的辩护者声称，实际上，在中国大陆现行的内容过滤系统中，路由器只是作为底层执行设备对人为指定的目的地址进行屏蔽，这是任何一台商用路由器都必须提供的基本功能，思科并没有向中国提供特别开发和定制的互联网设备。[15]。
- 2013年6月中旬，思科被曝出參與美國的稜鏡計劃。愛德華·史諾登揭露，美国国家安全局通过思科路由器监控中華人民共和國网络和电脑。[16]
- 2019年5月16日，德国《每日镜报》刊文指出，从2013年开始至今，思科被发现了10起以上安全性漏洞。[17]